# The Masked Rider
The Masked Rider é um seriado estadunidense de 1919, no gênero Western, dirigido por Aubrey M. Kennedy, em 15 capítulos. Produzido pela William Steiner Productions e Shamrock Photoplay Corporation, distribuído pela Arrow Film Corporation, foi estrelado por Harry Myers e Ruth Stonehouse. Veiculou nos cinemas estadunidenses entre 7 de maio e 13 de agosto de 1919. Foi a primeira produção e o único seriado da William Steiner Productions, que especializou-se em Westerns B. Foi, também, o único seriado da Shamrock Photoplay Corporation.

## Sinopse
O seriado ocorre na fronteira entre Texas e México. O Capitão Jack, dos Texas Rangers, é avisado de problema iminente, quando o idoso fazendeiro Bill Burrel jura que o  mexicano Pancho não vai mais fazer qualquer tiroteio na área novamente. O Tenente Santas, de Pancho (que deseja a mão de Juanita, filha de Pancho, e é recusado), ouve Burrel e decide criar problemas tanto para Pancho quanto para o lado oposto.
Pancho e seus invasores, jurando expulsar os colonizadores do país de fronteira, atacam a fazenda de Burrel e o matam, e seu filho Harry promete fazer Pancho pagar por tudo. No conflito que se segue, Pancho é deixado inconsciente e suas mãos são esmagados em uma prensa por homens mascarados, aparentemente Texas Rangers. Na verdade, a tortura é executada pelos traidores Santas e Rodriguez.

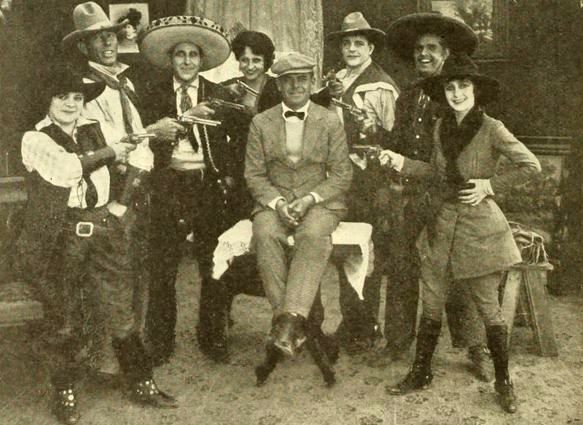
Elenco do seriado The Masked Rider (1919), apresentando Ruth Stonehouse, Paul Panzer e Harry Myers.

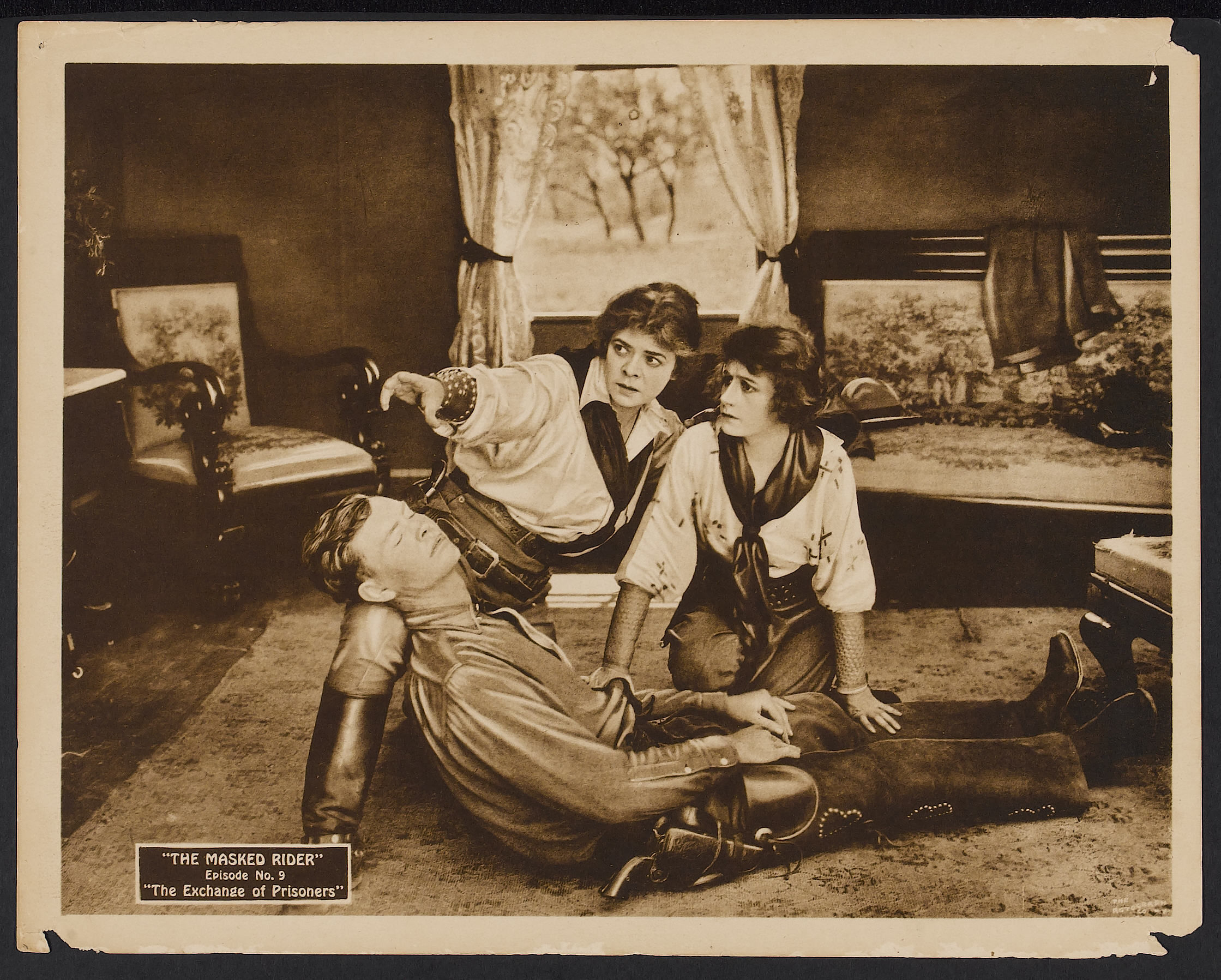
Cena do seriado.

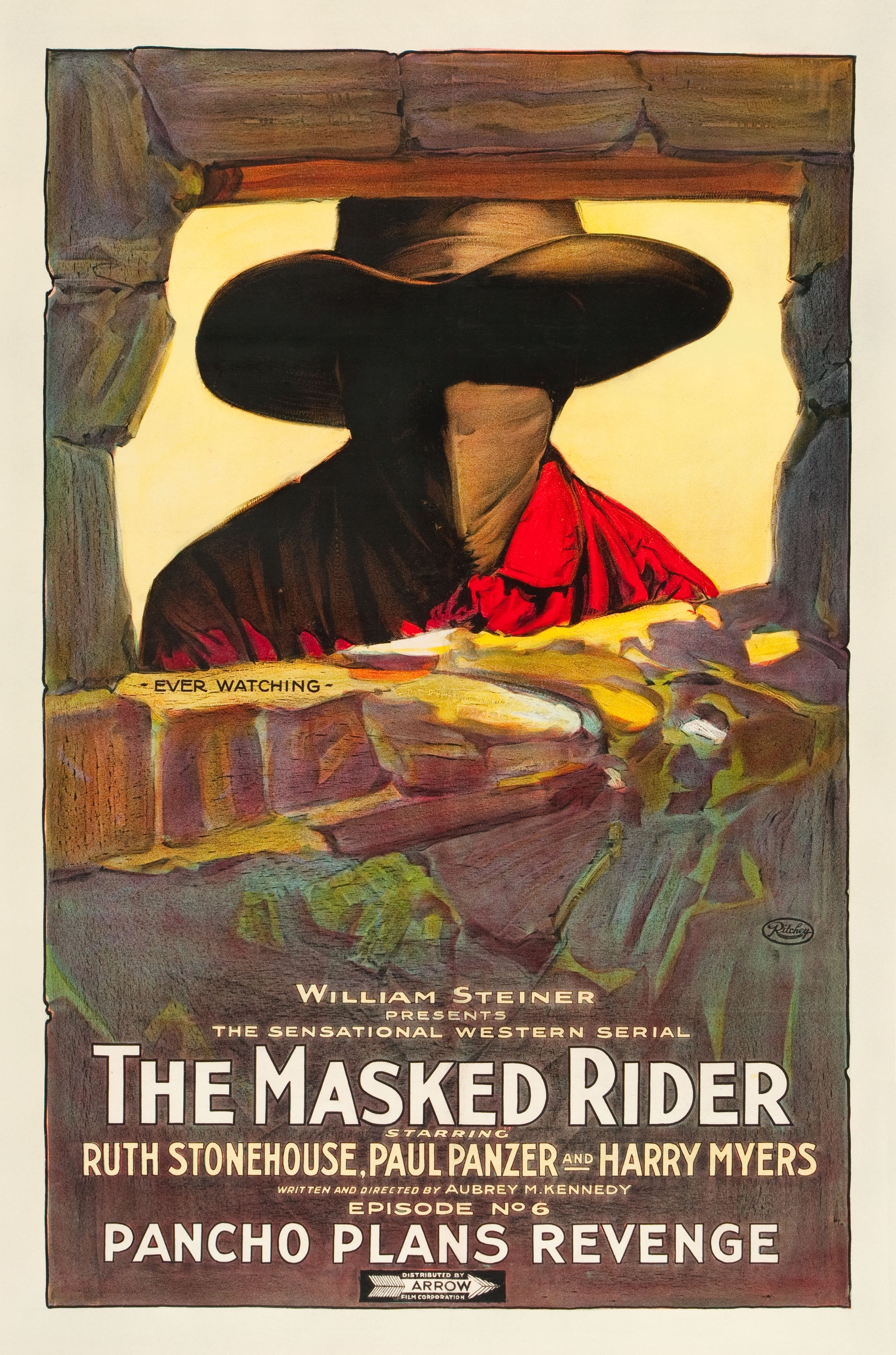
Poster do seriado.

## Elenco
- Harry Myers - Harry Burrel
- Ruth Stonehouse - Ruth Chadwick
- Paul Panzer - Pancho
- Edna M. Holland - Juanita
- Marie Treador - Ma Chadwick
- Blanche Gillespie - Blanche Burrel
- Robert Taber - Santas
- George Chapman - Capitão Jack Hathaway dos Texas Rangers
- Boris Karloff – Mexicano no salão, Capítulo 2[2]
- George Murdock
- George Cravy

## Capítulos
1. “The Hole in the Wall”
2. “In the Hands of Pancho”
3. “The Capture of Juanita”
4. “The Kiss of Hate”
5. “The Death Trap”
6. “Pancho Plans Revenge”
7. “The Fight on the Dam”
8. “The Conspirators Foiled”
9. “The Exchange of Prisoners”
10. “Harry’s Perilous Leap”
11. “To the Rescue”
12. “The Impostor”
13. “Coals of Fire”
14. “In the Desert’s Grip”
15. “Retribution”

## Produção
A produção foi filmada na Missão San José, em San Antonio, Castroville e Bandera, no Texas, e em Sabinas, Coahuíla, no México. O Serial Squadron comprou uma impressão de nitrato sobrevivente, de propriedade de um antigo projecionista de Philadelphia em setembro de 2003, que lista o número total de rolos como 28 (e não 30, como se pensara anteriormente).
A esposa do produtor William Steiner, Marie Treador, também atuou no seriado.

Boris Karloff faz uma pequena ponta, no segundo capítulo.